# Ignaz Kolisch
Ignaz Baron von Kolisch (6. dubna 1837, Prešpurk, Horní Uhry – 30. dubna 1889, Vídeň), též uváděn jako Ignác Kolisch, byl rakousko-uherský bankéř a šachový mistr, v období 1859–1867 jeden z nejlepších světových hráčů.
Ignaz Kolisch se narodil v Prešpurku v Horních Uhrách (dnes hlavní město Slovenska Bratislava), ale od roku 1859 žil v Paříži, kde hrával v Café de la Régence. V roce 1860 vyhrál zápas s Bernhardem Horwitzem 3:1 (=0) a vyřazovací turnaj Cambridgi, kde ve finále porazil Američana Charlese Henryho Stanleyho 3:0, zvítězil nad Angličanem Thomasem Wilsonem Barnesem (1825–1874) 10:1 (=0) a remizoval s Adolfem Anderssenem 5:5 (=1).
V roce 1861 hrál opět Anderssenem, a tentokrát prohrál 3:4 (=2), a sehrál vyrovnaný zápas s Louisem Paulsenem, který byl za stavu 6:7 (=18) pro Paulsena ukončen a vyhlášen za nerozhodný (původně se měl hrát na deset vítězných partií).
Roku 1863 marně Kolisch vyzýval k zápasu Paula Morphyho.
Vrcholem jeho šachové kariéry bylo vítězství v konkurenci třinácti předních šachistů na turnaji v Paříži roku 1867 před Simonem Winawerem a Wilhelmem Steinitzem, který byl v té době považován za nejlepšího hráče světa.
Turnaj v Paříži byl ale posledním, kterého se zúčastnil. Roku 1868 se ve Vídni seznámil s šachovým mecenášem baronem Albertem Rothschildem, který mu pomohl založit roku 1871 ve Vídni banku. Během deseti let Kolisch velice zbohatl a stal se rovněž šachovým mecenášem (pomáhal například financovat velký turnaj v Baden-Badenu roku 1870, v Londýně 1883 a další).